# Renacimiento carolingio

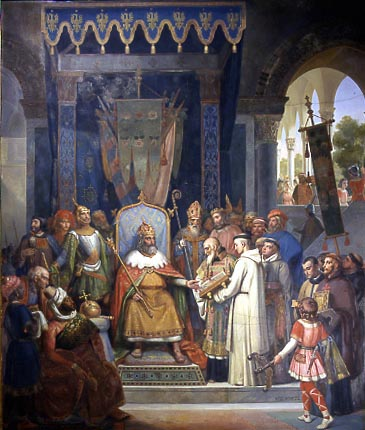
Alcuino de York y otros clérigos presentan manuscritos a Carlomagno en el Palacio de Aquisgrán, ante su corte. Pintura de historia de Jean-Victor Schnetz, 1830.

El Renacimiento carolingio es la denominación acuñada por el filólogo e historiador Jean-Jacques Ampère en 1832 para designar, por comparación con el Renacimiento italiano de los siglos XV y XVI, al periodo de resurgimiento cultural que se dio en el ámbito del Imperio carolingio a fines del siglo VIII y comienzos del siglo IX, coincidiendo con los primeros carolingios (Carlomagno y Ludovico Pío).
Durante este período hubo un aumento de los estudios artísticos, literarios, jurídicos y litúrgicos (se reformaron los ritos sacramentales). También se desarrolló el empleo del latín medieval y la minúscula carolingia, proveyendo un lenguaje común y un estilo de escritura que permitieron mejorar la comunicación entre la minoría culta de la mayor parte de Europa. Se utiliza incluso la expresión humanismo carolingio para designar la labor de recuperación de la cultura clásica latina que se produjo esencialmente en los monasterios carolingios y en la Escuela Palatina de Aquisgrán, bajo la dirección de Alcuino de York. La actividad política y legislativa de la corte carolingia (incluso en cuestiones como la reforma monetaria, la demarcación territorial civil —condados, ducados, marcas— y la reordenación de las provincias eclesiásticas —se restauró la autoridad de los arzobispos sobre los obispos sufragáneos—) estuvo tan vinculada a estos aspectos, que se denominan conjuntamente con la expresión reformas carolingias, y se explicitó en textos que pueden considerarse manifiestos del programa reformador de Carlomagno, como la Admonitio Generalis (789) o la Epistula de litteris colendis.
La conveniencia de usar el término renacimiento para describir este período es objeto de debate, entre otras razones porque la mayoría de los cambios en este período se limitaron casi completamente al ámbito del clero y fueron dirigidos desde el poder como un programa consciente, careciendo del dinamismo social que caracterizó al Renacimiento de la Edad Moderna. Más que un renacimiento de nuevos movimientos culturales, consistió en un intento de recrear el Imperio romano y unificar la diversidad cultural europea bajo el cristianismo romano.
El Imperio carolingio marcó el inicio de una nueva concepción de las relaciones entre Iglesia y Estado. Carlomagno se veía a sí mismo como un defensor del cristianismo, identificado con la Iglesia católica. Además, como la mayoría de los clérigos sabían leer y escribir, su ayuda era imprescindible para su administración, así como para crear un sistema educativo. La fuerte alianza entre Estado e Iglesia que caracterizó al renacimiento carolingio y le posibilitó llevar a cabo sus reformas, determinó su naturaleza teocéntrica, a diferencia del antropocentrismo humanista del Renacimiento propiamente dicho.

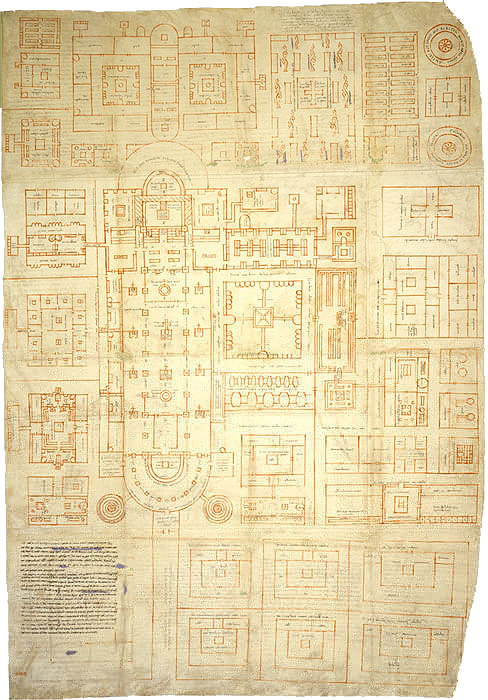
Plano o utopía de San Galo, del abad Gozberto (ca. 820).

## Monjes irlandeses, monasterios y bibliotecas

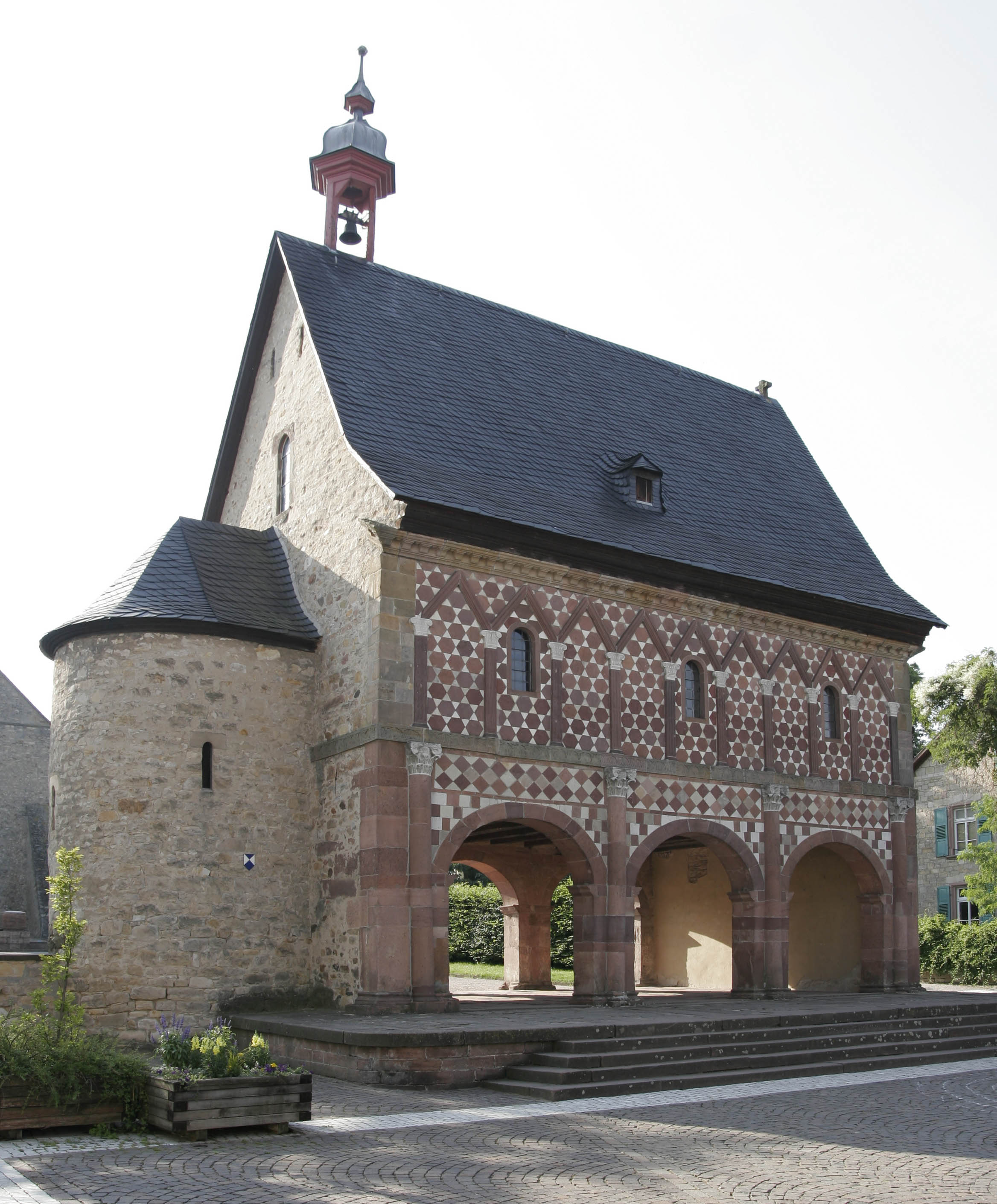
Restos de la abadía de Lorsch.

A finales del siglo VI, en la Galia escribía el monje e historiador Gregorio de Tours: «desdichado de nuestro tiempo, que ha visto perecer entre nosotros el estudio de las letras». Contrariamente, Irlanda, que ni había pertenecido al Imperio ni sufrido las invasiones, se había incorporado a la cristiandad en ese momento, desarrollando una pujante cultura en sus monasterios (como los de Clonard y Clonmacnoise), que no solamente preservaron la herencia cultural grecorromana y cristiana, sino que la propagaron por Britannia e incluso por el continente europeo. En los siglos VII y VIII, los monjes irlandeses y británicos eran la vanguardia de la civilización occidental, tanto en la conservación de la cultura (Beda el Venerable, erudito anglosajón) como en su difusión (San Columba —irlandés, fundador del monasterio de Iona en Escocia—, San Aidan —irlandés, fundador del monasterio de Lindisfarne en Inglaterra—, San Columbano —irlandés, fundador de los monasterios de Luxeuil en Francia y de Bobbio en Italia—, San Bonifacio —anglosajón, el apóstol de los germanos, fundador del monasterio de Fulda en Alemania—, etc.) Junto al anglosajón Alcuino de York, los monjes irlandeses constituyeron la mayor parte de la élite intelectual carolingia (José Escoto, Clemente de Irlanda, Cruindmelo, Donato de Fiesole y Dungal).
Aun así, el nivel cultural de la época era anémico: mientras que en la antigua Biblioteca de Alejandría los pergaminos podían contarse por decenas de miles, la biblioteca del monasterio de San Galo, una de las mayores del siglo VIII (reunida en más de un siglo tras la fundación del monasterio por el monje irlandés San Galo, en 613) tenía solamente 36 volúmenes, de modo que cuando Waldo de Reichenau ocupó el cargo de abad (en 782) se vio en la necesidad de crearla prácticamente de nuevo, con un planteamiento más ambicioso. En el siglo IX la situación había cambiado radicalmente: el monasterio de Fulda tenía más de un millar de volúmenes, el de Murbach cuatrocientos, el de San Ricario doscientos seis (catalogados en el año 831) y la de Reichenau unos quinientos (catalogados en 822).
Un plano del monasterio de San Galo de comienzos del siglo IX refleja que la biblioteca ocupaba un local propio, situado al norte del presbiterio, de forma simétrica a la sacristía al sur. En la planta inferior se hallaba el scriptorium (infra sedes scribentium), con una mesa central y siete puestos de copista dispuestos contra los muros. La biblioteca propiamente dicha ocuparía la planta superior.
Entre los centros monásticos más poderosos estaba la abadía de Saint-Denis, cerca de París, que gozaba desde mediados del siglo VII de independencia jurisdiccional frente al obispado local, dependiendo directamente del Papa. Fue allí donde Esteban II legitimó el acceso al poder de la dinastía carolingia y confirmó su especial relación con ella, consagrando a Pipino el Breve (754).

## Contexto sociopolítico
En el siglo VIII, como consecuencia de varios procesos políticos, se produjo una alianza entre el reino franco y el Papado. Carlomagno llevó a cabo intensas campañas militares, que le permitieron, por primera vez en siglos, pacificar Francia, Italia y Alemania, restaurando la práctica totalidad del Imperio de Occidente (excepto Britania, Hispania y África romana). Para controlar tan vasto imperio necesitaba un bien entrenado servicio civil que pudiera sostener una burocracia estatal, ahora necesaria, por lo que se decidió a llevar a cabo una profunda reforma educacional, aparejada a su reforma administrativa, que le permitiera sostener por medios pacíficos en el tiempo lo ganado por la conquista militar. El mismo Carlomagno se preocupaba, por las noches, de aprender a leer y escribir. No está claro el grado de instrucción del emperador que alcanzó como alumno de su propia escuela. Algunas fuentes lo presentan como un completo iletrado, y otras señalan que sus dificultades se restringían a escribir latín, debido a heridas de guerra en las manos.

Signum [K-A-R-O-L-V-S] Caroli gloriosissimi regis. El anagrama fue hecho probablemente por el propio Carlomagno para firmar un diploma del año 790.

## Reforma educativa

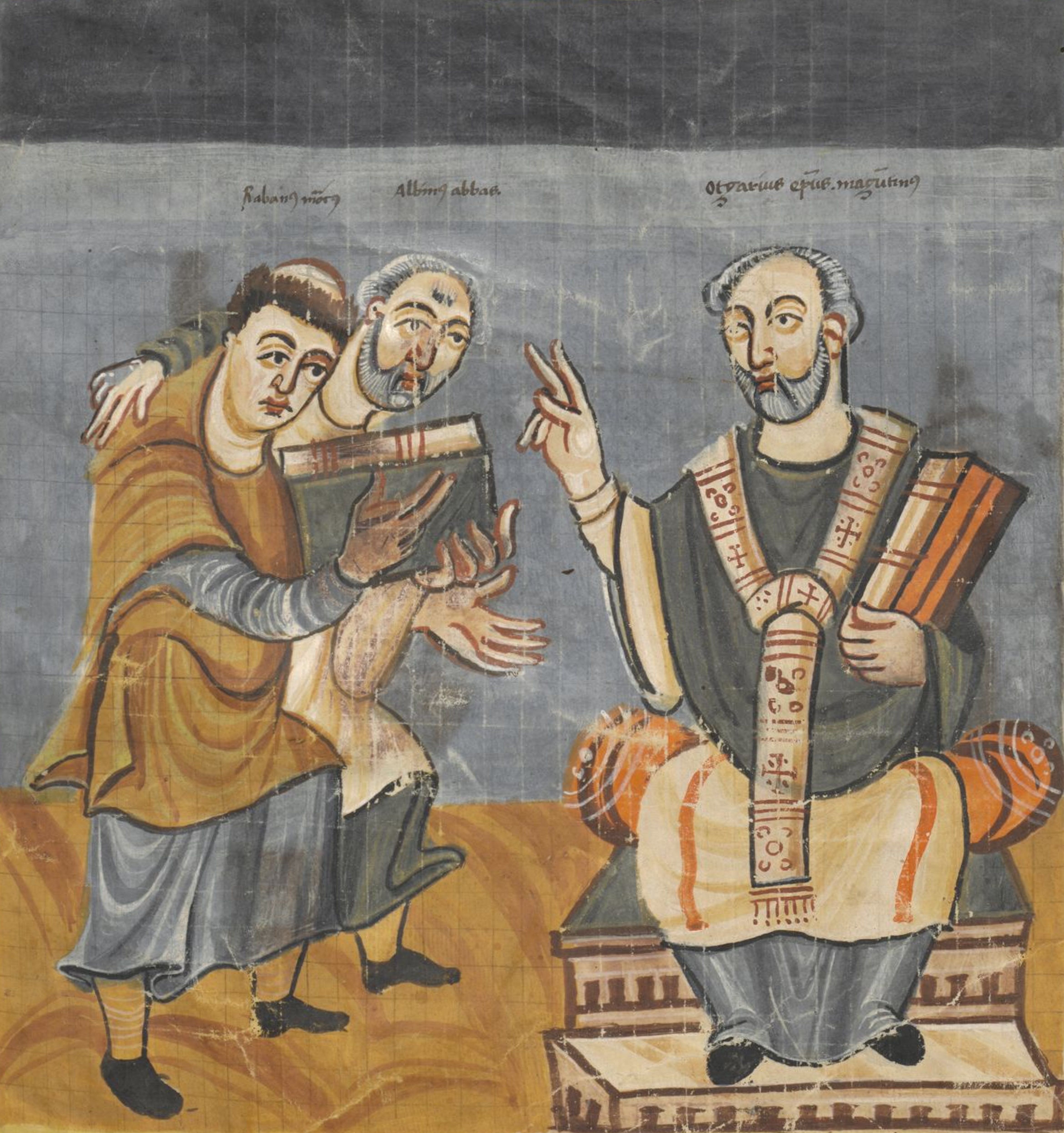
En la ilustración de un manuscrito del monasterio de Fulda (ca. 831-840), Rabano Mauro, apoyado por Alcuino, ofrece una obra a Otgar de Maguncia.

Las dimensiones del imperio de Carlomagno precisaban de un aparato burocrático que lo sostuviera. Para ello eran necesarios servidores públicos alfabetizados, es decir, que supieran leer y escribir (en ese momento: el latín). La falta de personas letradas significaba una gran dificultad, su origen se encontraba en el hecho de que el latín vulgar estaba divergiendo en dialectos regionales (los precursores de las lenguas romances modernas) mutuamente ininteligibles, de modo que ni siquiera los eruditos que empleaban el latín literario podían comunicarse sin dificultad con sus colegas de otros lugares de Europa.
Para tratar de solucionar ambos problemas, Carlomagno ordenó la creación de escuelas y atrajo a muchos de los más importantes eruditos de la época a su corte, destacadamente al monje anglosajón Alcuino de York. Alcuino y Carlomagno se encontraron en Italia en 781; al año siguiente, Carlomagno lo llamó para que le asistiera en una reforma educativa que, iniciada en la Escuela de la corte de Aquisgrán (cuyas funciones podían considerarse precedentes de la universidad medieval), se difundiera por una red de escuelas episcopales que habrían de crearse en cada una de las diócesis de cada parte del Imperio.
Se estableció un currículo estandarizado (Trivium et Quadrivium) para su uso en esas escuelas. Alcuino se encargó de la recopilación y de la propia redacción de todo tipo de libros de texto, a veces tan rudimentarios como listas de palabras. La minúscula carolingia proporcionó un modelo de escritura claro y sencillo para los manuales, usada en primer lugar en el monasterio de Corbie y la Abadía de San Esteban de Marmoutier. Se fijó una versión estandarizada del latín que permitió acuñar nuevas palabras mientras se conservaban las reglas gramaticales del latín clásico. Ese latín medieval se convirtió en la koiné de la élite culta europea, posibilitando a clérigos, funcionarios y viajeros hacerse entender por toda la Europa Occidental.
Hay que destacar que es con la promulgación de  Admonitio generalis (Exhortación general) —y luego en De litteris colendis— donde Carlomagno manifiesta su esfuerzo de cristianización y toma algunas decisiones importantes, como la restauración de las escuelas y en particular en el c72 recomendaba a los obispos «atraer no sólo a los niños de condición servil, sino incluso a los hijos de los hombres libres, y organizar en las iglesias catedrales y monasterios escuelas para enseñar a los niños a leer, cantar, contar y, finalmente, asegurar que los salterios, los libros de música, la aritmética y la gramática fuesen de una corrección perfecta».

## Arte carolingio
Dentro del prerrománico, el arte carolingio fue un período influencial: el norte de Europa asumió las formas del arte romano mediterráneo, lo que terminó por conformar el posterior arte románico (en el ámbito alemán, el arte otoniano del siglo X). Las principales construcciones de la arquitectura carolingia se destruyeron o transformaron profundamente en los siglos posteriores, como el palacio de Aquisgrán (de Eudes de Metz) y otros palacios carolingios, que pretendían emular conscientemente a los palacios del Imperio romano y su arquitectura, asimilando influencias bizantinas y paleocristianas junto con rasgos originales, o la planificación de monasterios (la llamada utopía de Saint Gall), que influyó decisivamente en el de Cluny. Entre las muestras conservadas de otros artes del periodo carolingio destacan los manuscritos ilustrados (miniatura carolingia), la metalurgia, la escultura en pequeña escala, mosaicos y pinturas al fresco.

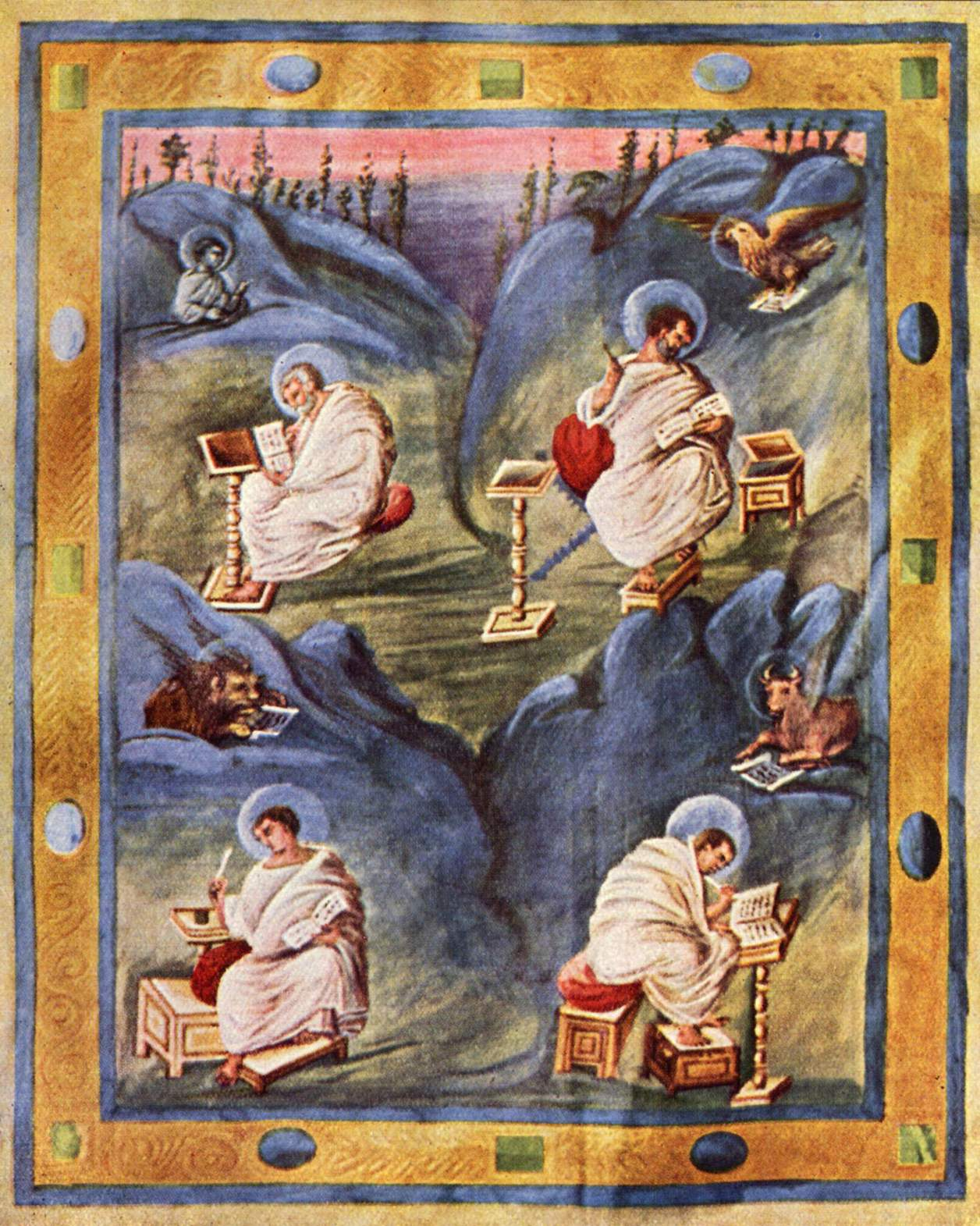
Evangelario de Lorsch, folio 67v: los cuatro evangelistas (escuela del Palacio de Aquisgrán, ca. 820).[34] Véase también Evangeliario de Aquisgrán.
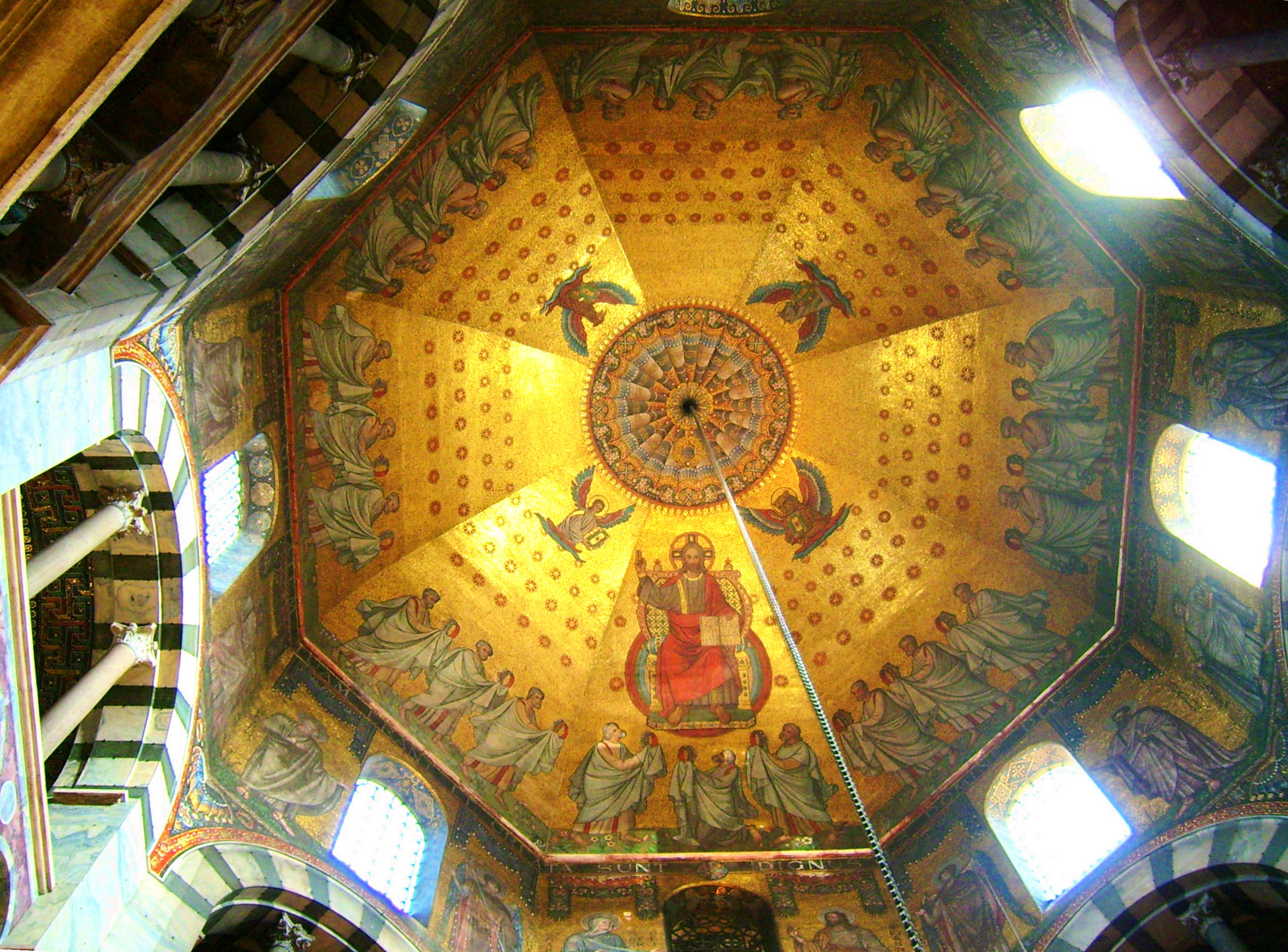
Cúpula de la Capilla palatina de Aquisgrán. El mosaico sufrió una restauración muy intervencionista en el siglo XIX.
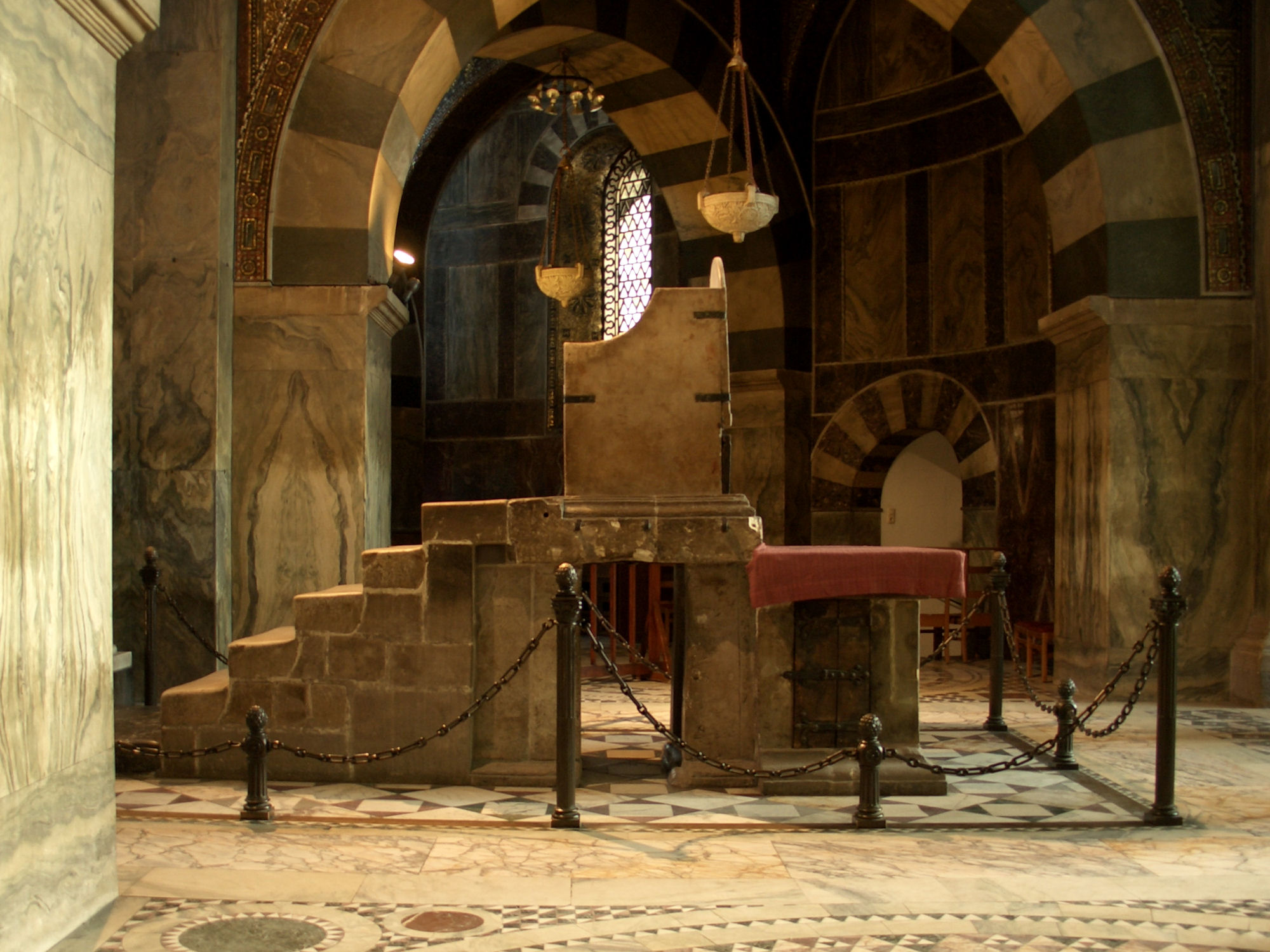
Trono de Carlomagno en la misma Capilla.
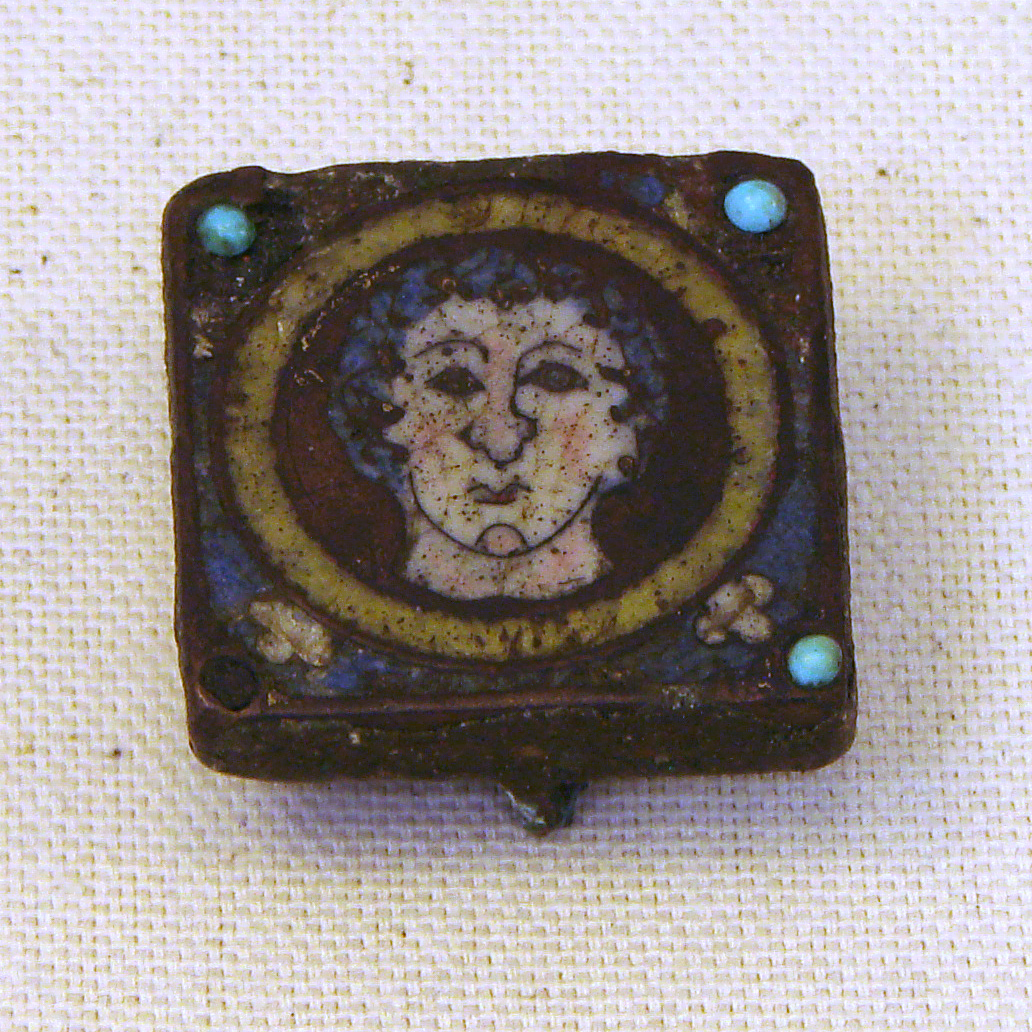
Fíbula esmaltada.
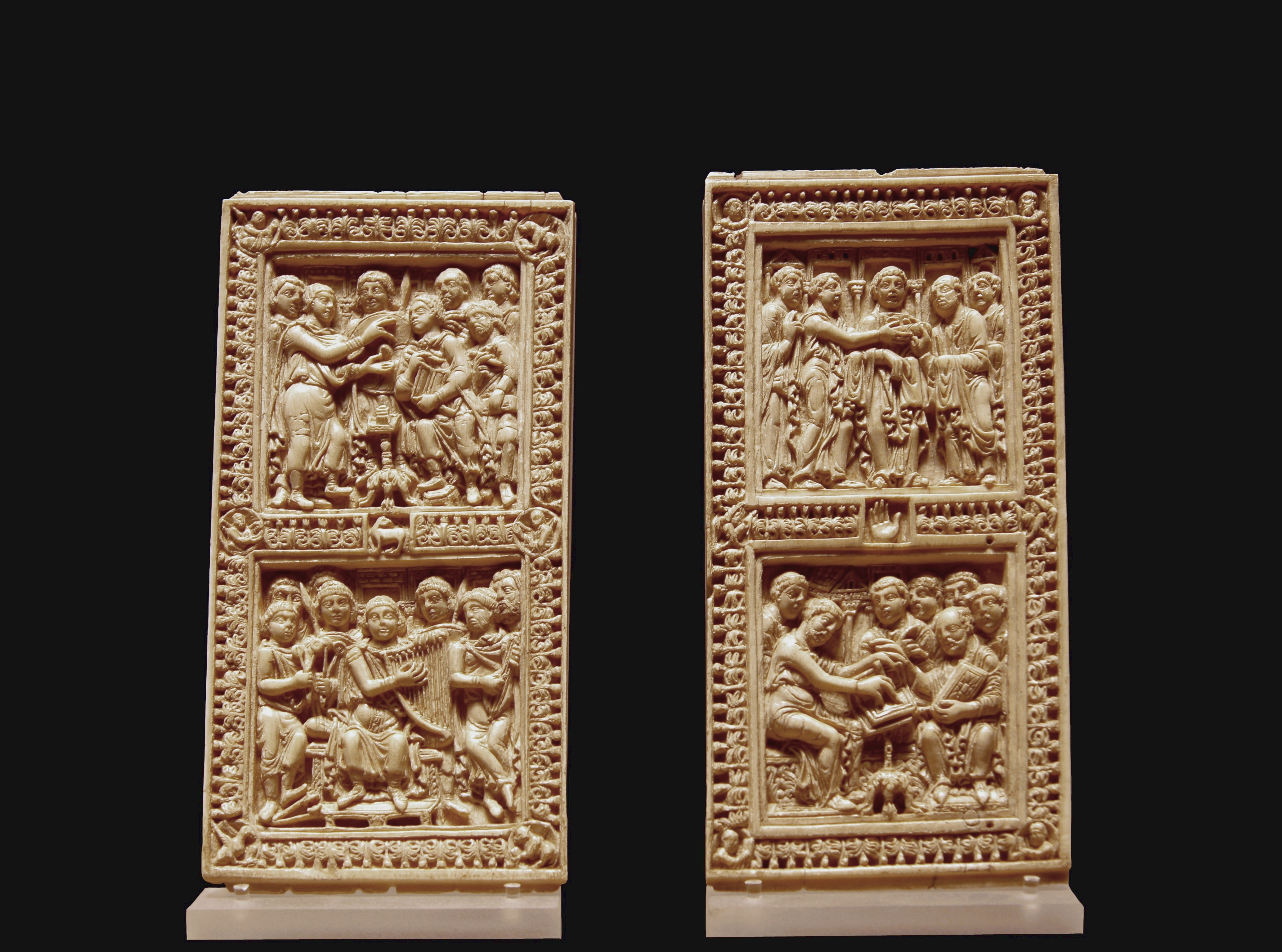
Cubiertas del Psalterio de Dagulfo, ca. 783-795.

## Música carolingia
La tradición occidental de la práctica y teoría musical comenzó en el renacimiento carolingio. La Alta Edad Media había supuesto una ruptura de la tradición musical de la Antigüedad. Acceder a los textos escritos en griego se había convertido en imposible incluso para la minoría culta, lo que empujó a Boecio a traducir algunos tratados musicales al latín. La música fue una de las partes del Quadrivium. Con las reformas de alfabetización de Carlomagno, quien estaba particularmente interesado en la música, empezó en los monasterios un período de intensa actividad de copiado y escritura de tratados de teoría musical; Musica enchiriadis es uno de los más antiguos e interesantes. Se intentó unificar la práctica de la música de iglesia mediante la eliminación de las múltiples variedades estilísticas regionales. Hay pruebas de que la antigua notación musical occidental, en la forma de neumas in camp aperto (sin pentagrama), fue creada en Metz alrededor del año 800, como resultado del deseo del propio emperador de que los músicos de la iglesia franca conservaran los matices usados por los romanos, particularmente en el canto.

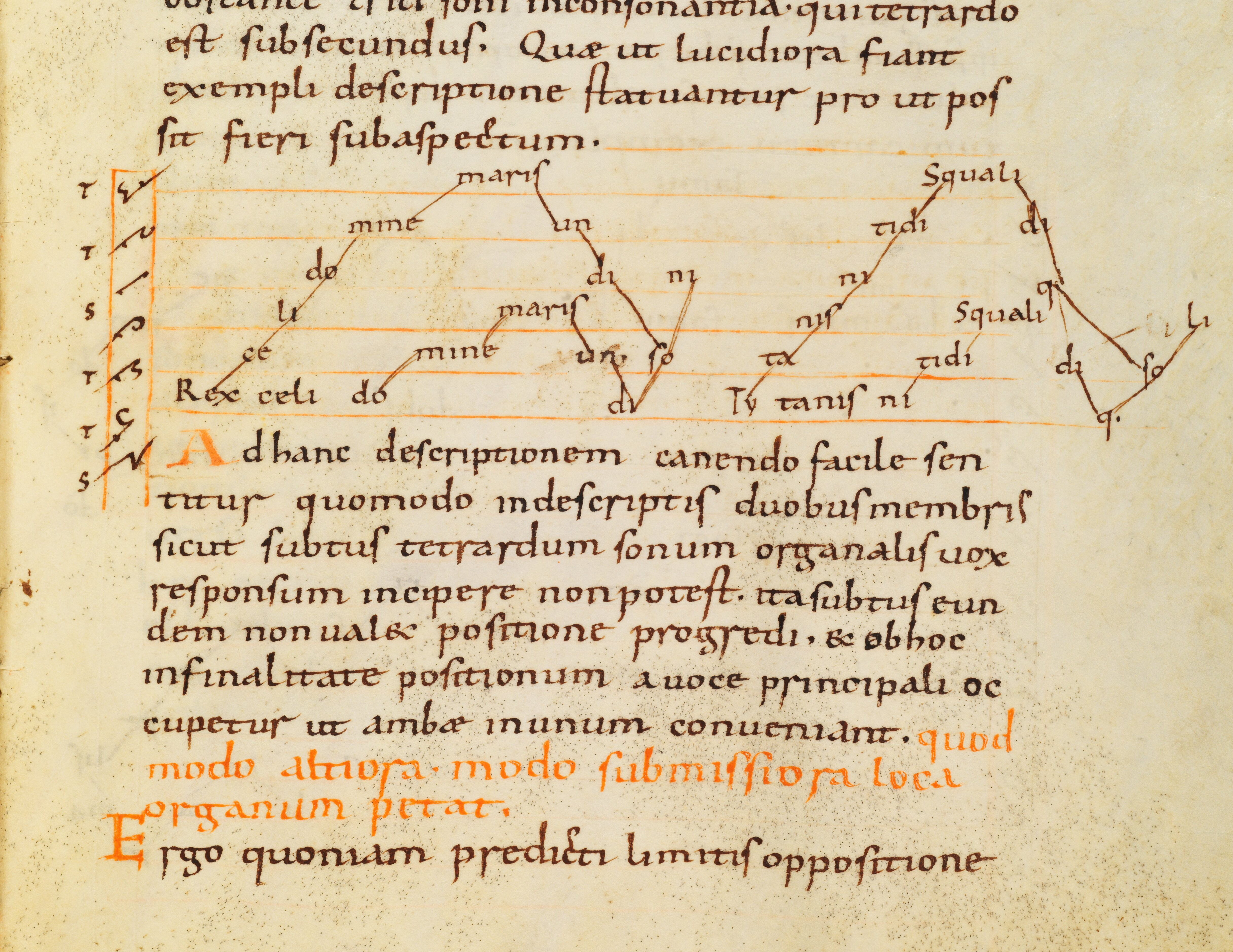
Folio 57r del ejemplar de Musica enchiriadis conservado en la Biblioteca Estatal de Bamberg, finales del.

## Reformas económicas

Denario de Maguncia 812-814.